# Kirche Gsteig

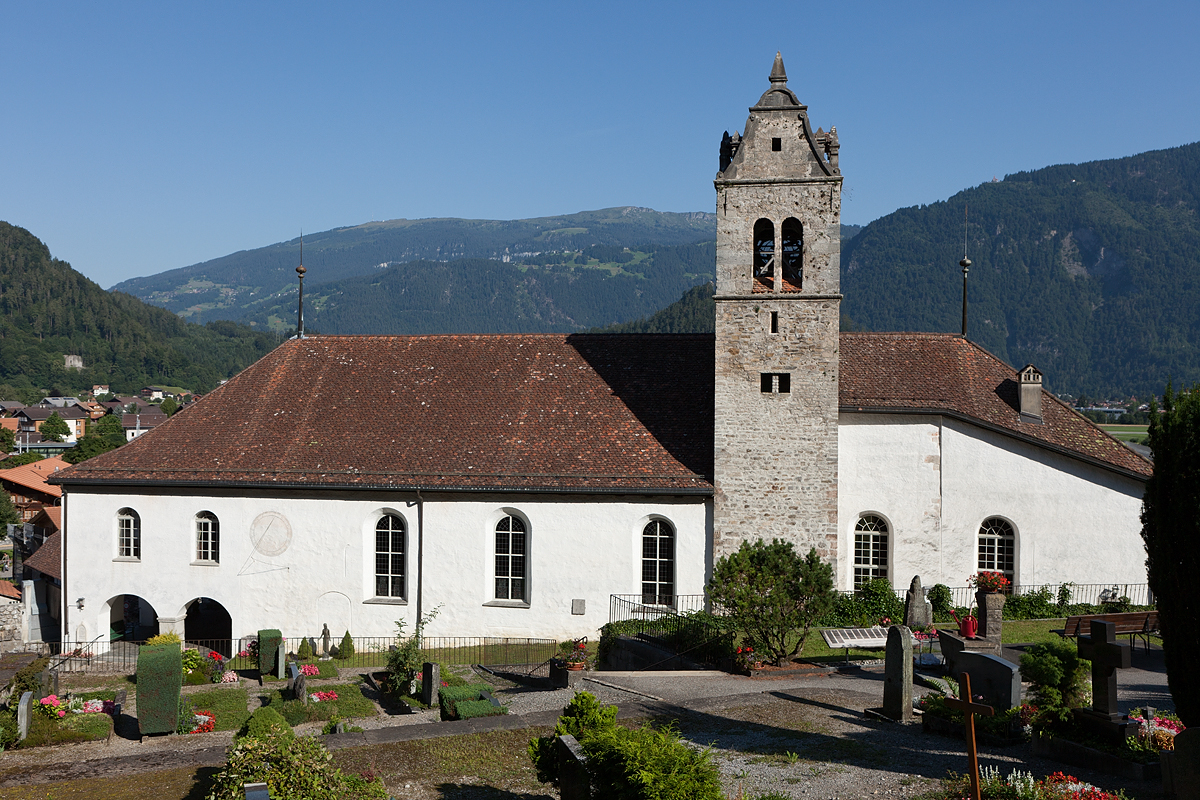
Kirche Gsteig

Die Kirche Gsteig in Gsteigwiler stammt aus dem 12. Jahrhundert. Sie steht seit 1965 unter Denkmalschutz.

## Gemeinde

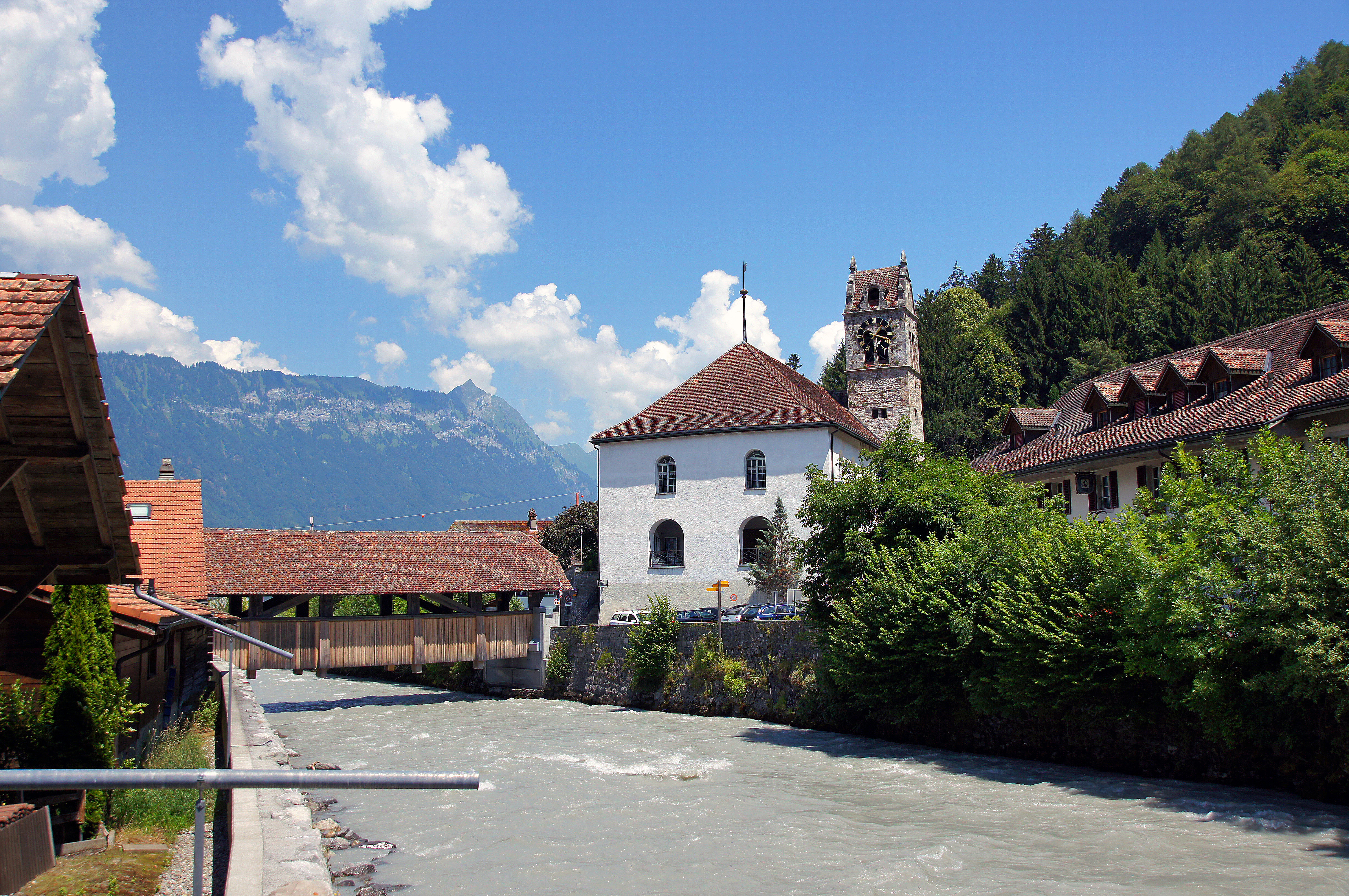
Kirche mit Holzbrücke

Es gibt kein Dorf mit dem Namen Gsteig, was häufig zu Verwirrung führt. Die Kirche Gsteig ist die Kirche des Pfarrkreises Gsteig. Dieser besteht aus den Gemeinden Wilderswil, Gsteigwiler, Gündlischwand, Lütschental und Saxeten und gehört zusammen mit dem Pfarrkreis Interlaken-Matten und dem Pfarrkreis Bönigen-Iseltwald zur Kirchgemeinde Gsteig-Interlaken, einer der grössten reformierten Kirchgemeinden des Kantons Bern.
Historisch war die Kirchgemeinde Gsteig grösser und es gehörten zu ihr auch Bönigen (Filialkirche 1957), Interlaken (mit ehemaliger Kloster- oder Schlosskirche als Filialkirche), Iseltwald (Filialkirche 1939) und Matten bei Interlaken (Kirchgemeindehaus 1979). Die Gemeinde Lauterbrunnen spaltete sich anlässlich der Reformation 1528 von Gsteig ab.
Die Kirche steht mit dem Pfarrhaus und dem Wirtshaus auf Boden der politischen Gemeinde Gsteigwiler neben der einzigen mittelalterlichen Brücke (1738) über die Lütschine, die an dieser Stelle die politische Grenze zu Wilderswil bildet. Ursprünglich stand die Häusergruppe alleine auf weiter Flur. Das Dorf Wilderswil hat sich mittlerweile bis zum Standort der Kirche ausgedehnt.

## Geschichte und Ausstattung der Kirche
Die Kirche wurde im 12. Jahrhundert an der Stelle einer Vorgängerkirche gebaut und war dem hl. Michael geweiht. Seit 1965 steht sie als Objekt von regionaler Bedeutung (B-Objekt) unter eidgenössischem Denkmalschutz. Die letzte Renovation von 1974/75 umfasste die Freilegung und Restaurierung der Wandmalereien.
Die Wandmalereien umfassen Bilder aus vier Jahrhunderten, beginnend mit dem 14. Jahrhundert. Aussergewöhnlich ist, dass einer der Meister namentlich bekannt ist. Es handelt sich um Meister Diebold, der um 1470 dreimal vom Rat von Bern mit Empfehlungsschreiben ausgestattet wurde. Er führte auch Wandmalereien im heute nicht mehr bestehenden Barfüsserkloster in Bern aus. Auch von einem Auftrag für die Kirche Meiringen hat sich nichts mehr erhalten, so dass die Malereien in Gsteig das letzte Zeugnis für diesen Meister darstellen. Diebold starb 1473. Die Fragmente im Kirchenschiff und im Chor zeigen die Menschwerdung Christi und Anbetung der Drei Könige sowie Szenen der Passion. Sie wurden in al-secco-Technik aufgetragen.
Zwei Fenster im Schiff enthalten Glasmalereien, die vornehmlich zum Umbau 1673/74 von Amtsleuten gestiftet wurden.

## Bilder

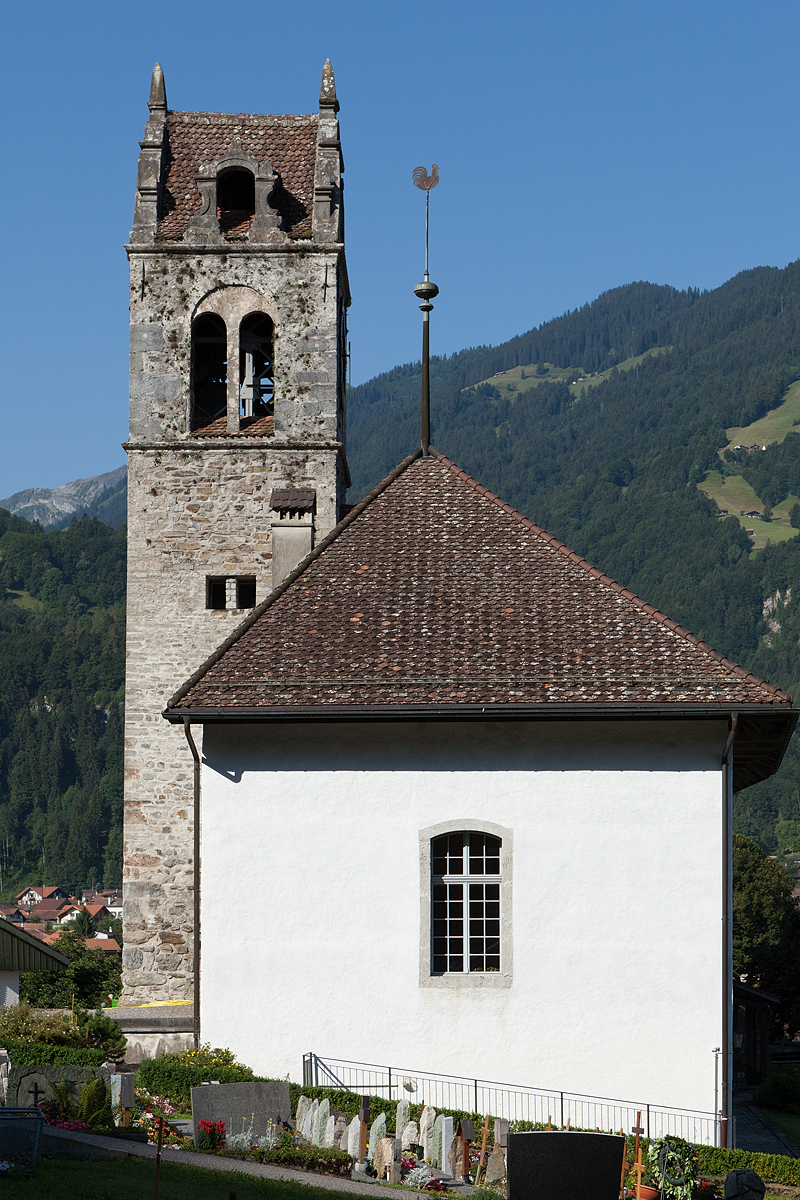
Kirche (Ostseite)
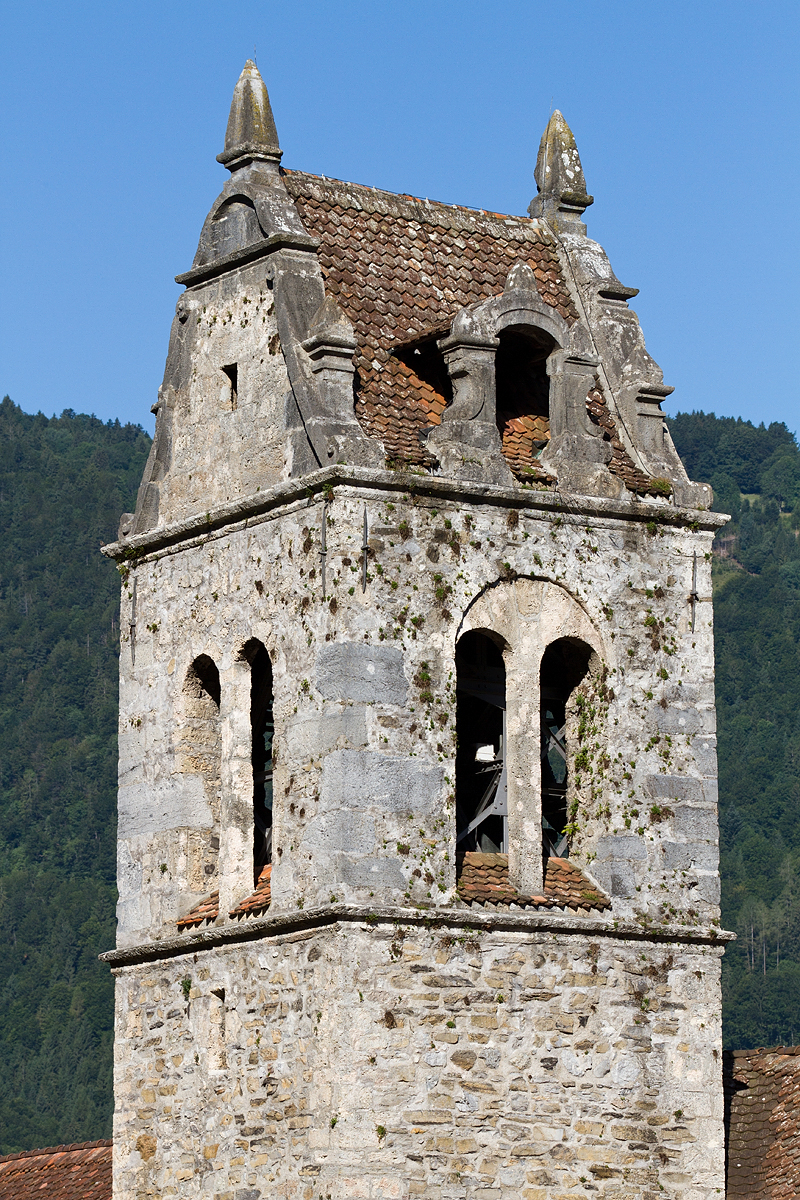
Kirchturm
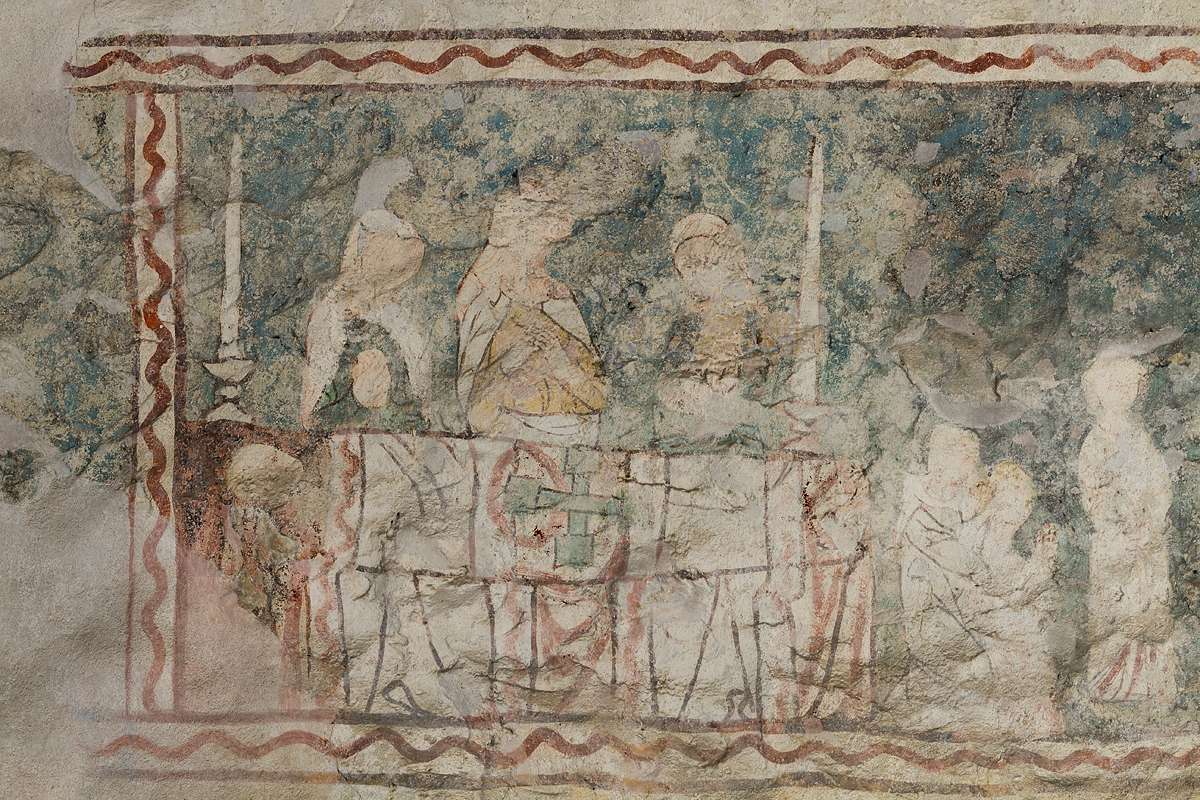
Fresko (Kirchmauer)
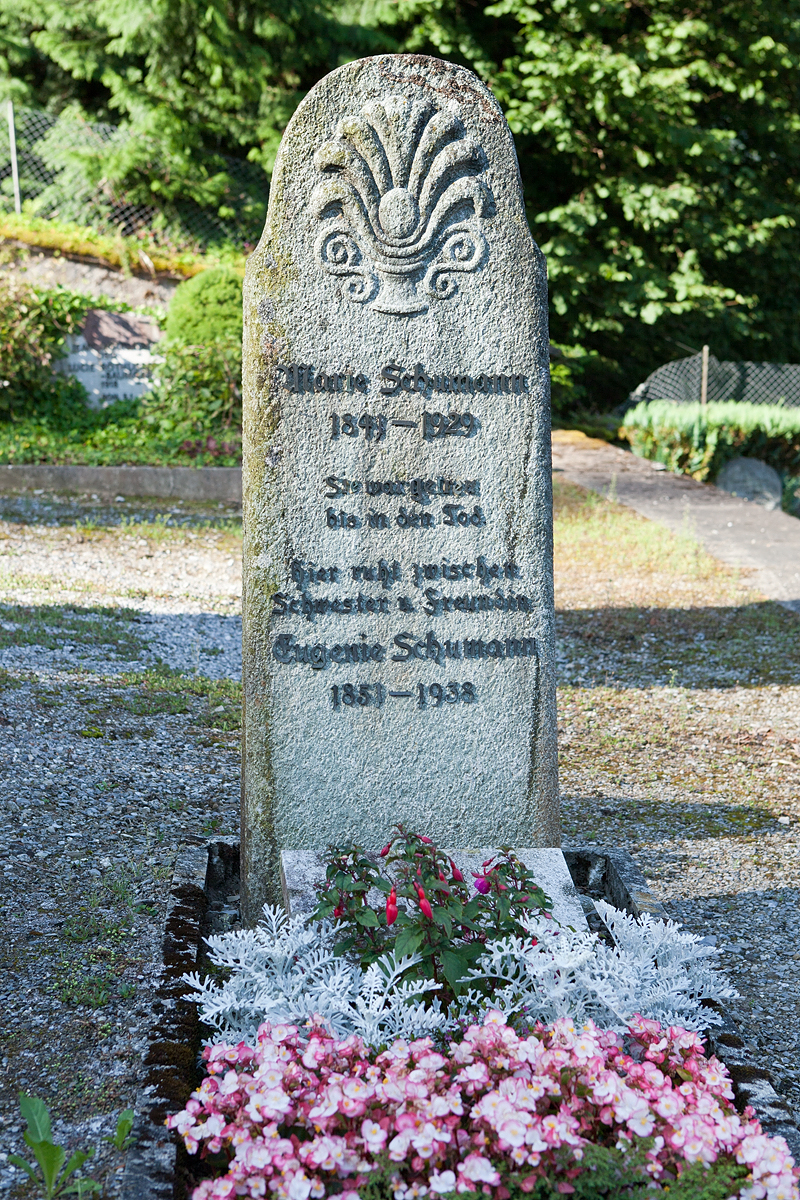
Grab zweier Töchter von Robert Schumann
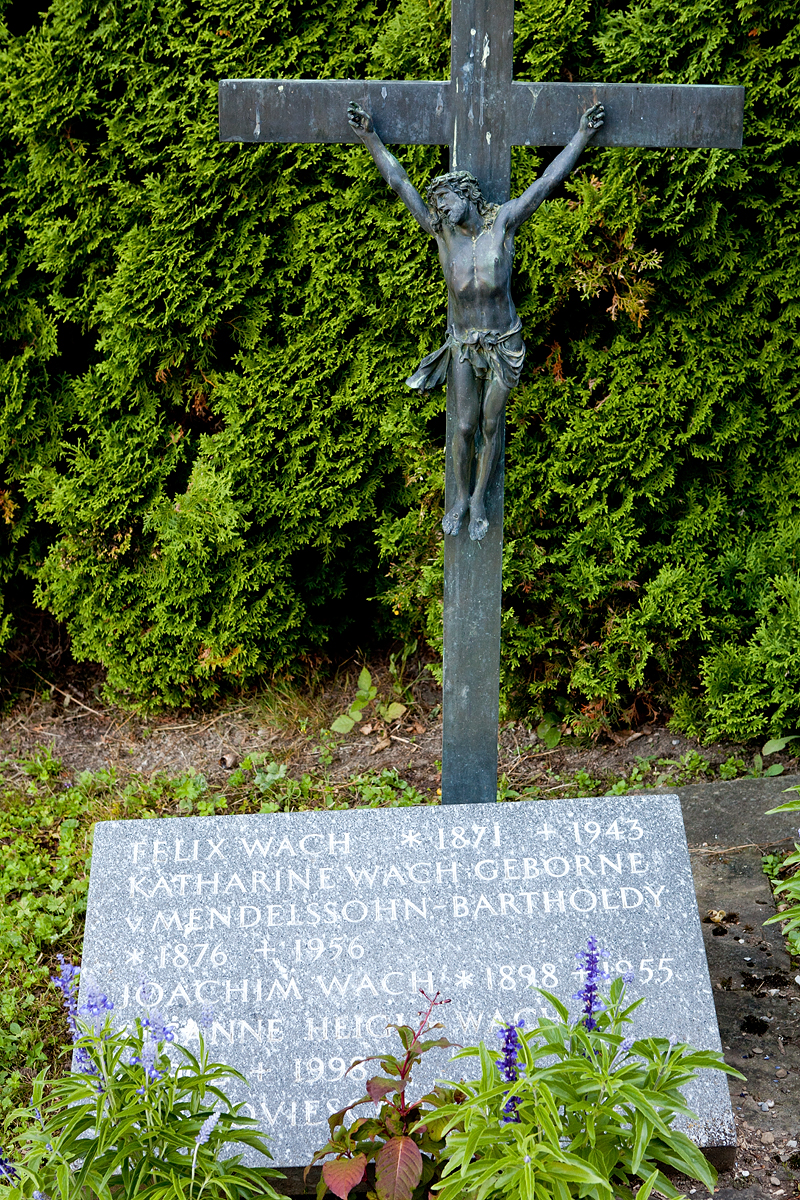
Grab von Katharina Wach (Tochter von Felix Mendelssohn Bartholdy)